# 달슬란드

달슬란드의 문장

달슬란드의 위치

달슬란드(스웨덴어: Dalsland)는 스웨덴 남부 예탈란드 지역을 구성하는 지방 가운데 하나로 면적은 3,708km2, 인구는 50,527명(2009년 기준)이다. 베네른호 서쪽에 위치한다. 북쪽으로는 베름란드 지방, 남동쪽으로는 베스테르예틀란드 지방, 서쪽으로는 보후슬렌 지방과 접하며 북서쪽으로는 노르웨이와 국경을 접한다. 스웨덴 서부에 위치하며 베스트라예탈란드주, 베름란드주가 이 지방에 속한다. 지방을 상징하는 꽃은 물망초, 동물은 큰까마귀이다.